# KT&G
KT&G (полное название — Korea Tomorrow & Global) — южнокорейская компания, включающая в себя фармацевтическое, пищевое, табачное, инвестиционное подразделения. По состоянию на 2020 год её бизнес по производству и продаже сигарет находился на пятом месте в мире. В 2020 году компания была признана самой прибыльной среди всех корейских конгломератов.

## История
- В 1899 году в Корее было основано агентство по производству женьшеня. Его создание курировал императорский дом.
- В 1908 была основана табачная монополия. В 1952 году её объединили с агентством по производству женьшеня.
- Спустя 8 лет объединённая компания начала экспорт сигарет за рубеж.
- В 1989 году произошла передача компании в частные руки — так появилась KT&G[4].
- С 1990 года вышла на советский рынок табачной продукции.
- Компания первой в Корее внедрила систему штрихкодов[5].
- В 2002 был проведен ребрендинг компании и объединение с биотехнологической Celtrion[6].
- В 2004 признавалась самой эффективной корпорацией внутри страны. Это успех KT&G сумела повторить ещё несколько раз[7].
- Также KT&G больше всех остальных компаний тратит на социальные нужды государства[8].
- На корейском рынке компания контролирует три четверти табачного рынка[9].
- Продукция реализуется в 50 странах мира[1][10].

## Корпоративная структура
Компания является открытым акционерным обществом. В совет директоров входит 12 человек.